# 山田文比古
山田 文比古（やまだ ふみひこ、1954年7月 - ）は、日本の国際政治学者。名古屋外国語大学外国語学部フランス語学科教授、元外交官、東京外国語大学教授。専門は、日本外交論、フランス政治外交論。

## 人物
大学時代はボート部に所属。外務省欧亜局西欧第一課長、在フランス公使等を経て、2008年より東京外国語大学に出向、2012年に正式に移籍（外務省を退官）。

## 経歴
- 1973年 - 福岡県立三池高等学校卒業
- 1977年 - フランス・ストラスブール政治学院留学（サンケイスカラシップ)
- 1980年 - 京都大学法学部卒業、同年外務省入省
- 1983年 - フランス国立行政学院外国人特別課程修了
- 1997年 - 沖縄県庁知事公室に出向
- 1999年 - 沖縄県庁沖縄サミット推進事務局長
- 2000年 - 外務省欧亜局西欧第一課長
- 2002年 - フランス国際関係研究所客員研究員
- 2003年 - フランス公使
- 2008年 - 東京外国語大学外国語学部 地域・国際講座 教授（交換人事により出向）
- 2009年 - 東京外国語大学総合国際学研究院 国際社会部門国際研究系 教授（大学院重点化に伴う配置換え）
  - 2010年-2018年 - 東京大学教養学部地域文化研究学科 非常勤講師
- 2012年 - 外務省退官。東京外国語大学世界言語社会教育センター教授
  - 2012年-2019年 - お茶の水女子大学文教育学部 非常勤講師
- 2016年 - 東京外国語大学特命事項担当室 教授
- 2019年 - 同 特任教授
- 2020年 - 名古屋外国語大学外国語学部フランス語学科 教授

## 同期入省
- 末松義規（12年内閣府副大臣・96年衆議院議員）
- 石井正文（17年インドネシア大使・13年国際法局長）
- 大村昌弘（17年フィジー大使）
- 川村裕（20年ノルウェー大使・18沖縄大使・14年コートジボワール大使）
- 越川和彦（16年JICA副理事長・14年スペイン大使・12年官房長）
- 鈴鹿光次（16年アフガニスタン大使）
- 鈴木康久（18年ニカラグア大使・16年レオン総領事）
- 片上慶一（17年イタリア大使・16年外務審議官（経済担当））
- 北野充（14年ウィーン代表部大使・12年軍縮不拡散・科学部長・19年アイルランド大使）
- 石川和秀（14年フィリピン大使・12年南部アジア部長）
- 藤原聖也（14年アルジェリア大使）
- 山崎純（18年シンガポール大使・15年スウェーデン大使・14年儀典長）
- 渡邉正人（17年ブルガリア大使・15年バングラデシュ大使）
- 堀之内秀久（19年オランダ大使・16年カンボジア大使・14年ロサンゼルス総領事）
- 野田仁（18年ルーマニア大使・15年エクアドル大使）
- 髙橋礼一郎（18年オーストラリア大使・15年ニューヨーク総領事・11年アフガニスタン大使）
- 葉室和親（12年トンガ大使）
- 井出敬二（17年北極担当大使・13年クロアチア大使）
- 小原雅博（15年東京大学法学部教授・13年上海総領事）
- 須永和男（19年カタール大使・16年ASEAN大使）
- 姫野勉（17年ガーナ大使）
- 平石好伸（17年チリ大使・14年ジンバブエ大使）
- 水谷章（19年オーストリア大使・17年立命館アジア太平洋大学教授）
- 齊藤貢（18年イラン大使・15年オマーン大使）

## 著書
- 『フランスの外交力－自主独立の伝統と戦略』（集英社新書）集英社　2005年9月
- 『ヨーロッパの政治経済・入門』（共著・森井裕一編、第1章「フランス」）有斐閣  2012年3月
- 『オール沖縄VS.ヤマト－政治指導者10人の証言』青灯社　2014年6月
- 『外交とは何か－パワーか？／知恵か？』法律文化社　2015年4月

## 論文
- 「沖縄『問題』の深淵－むき出しになった差別性」岩波書店『世界』第831号　2012年6月

| スタブアイコン | サブスタブ | この項目は、まだ閲覧者の調べものの参照としては役立たない、人物に関連した書きかけの項目です。この項目を加筆・訂正などしてくださる協力者を求めています（P:人物伝/PJ:人物伝）。 |